# Myszoskoczka egipska
Myszoskoczka egipska (Gerbillus pyramidum) – gatunek ssaka z podrodziny myszoskoczków (Gerbillinae) w obrębie rodziny myszowatych (Muridae), występuje w Afryce Północnej.

## Taksonomia
Gatunek po raz pierwszy zgodnie z zasadami nazewnictwa binominalnego opisał w 1803 roku francuski przyrodnik Étienne Geoffroy Saint-Hilaire nadając mu nazwę Dipus pyramidum. Holotyp pochodził z prowincji Giza, w Egipcie.
Na podstawie niedawnej analizy molekularnej wykazano, że G. pyramidum jest kladem odrębnym od G. floweri którego synonimem jest G. perpallidus, pomimo znanych różnic morfologicznych. Spośród wielu podobnych myszoskoczek z tego regionu wyróżnia go kariotyp (2n=38) i to, że wszystkie chromosomy są metacentryczne. Gerbillus dongolanus może być synonimem G. pyramidum. Autorzy Illustrated Checklist of the Mammals of the World rozpoznają trzy podgatunki.

### Etymologia
- Gerbillus: fr. gerboa lub jerboa „myszoskoczek”, od arab. ‏جَرْبُوع‎ jarbū „mięśnie grzbietu i lędźwi”; łac. przyrostek zdrabniający -illus[10].
- pyramidum: łac. pyramis, pyramidis „piramida”, od gr. πυραμις puramis, πυραμιδος puramidos „piramida”[11].
- elbaensis: Gebel Elba, Egipt[12].
- gedeedus: Al-Wadi al-Dżadid, Egipt[4].

## Występowanie
Zasięg tego gatunku obejmuje w Egipcie Deltę Nilu i Dolinę Nilu po prowincję Chartum w Sudanie, a także oazay na Pustyni Zachodniej i południowo-wschodniej Pustyni Wschodniej. Osobniki o tym samym kariotypie chwytano także na wybrzeżu Mauretanii, w północnym Mali i zachodnim Nigrze, co wskazuje, że gryzonie te żyją na południu Sahary i w Sahelu, od Sudanu przez Czad aż po wybrzeże Atlantyku. Zamieszkują piaszczyste tereny na pustyniach i półpustyniach, choć w Egipcie występują też na terenach trawiastych i obrzeżach obszarów objętych działalnością rolniczą.
Zasięg występowania w zależności od podgatunku:
- G. pyramidum pyramidum – północny Egipt.
- G. pyramidum elbaensis – południowo-wschodni Egipt i północno-wschodni Sudan (południowo-wschodnia Pustynia Arabska).
- G. pyramidum gedeedus – znany z kilku oaz w Egipcie.

Nie jest znana przynależność podgatunkowa populacji z zachodniej Mauretanii i od Mali na wschód do Sudanu.

## Wygląd
Jest to mała lub średniej wielkości myszoskoczka; długość ciała (bez ogona) 102–135 mm, długość ogona 128–180 mm, długość ucha 14–20 mm, długość tylnej stopy 30–39 mm; masa ciała 37–67 g. Występuje dymorfizm płciowy: samce są większe i cięższe od samic. Wierzch ciała ma kolor pomarańczowy do brązowawego, często ciemniejszy pośrodku grzbietu. Na zadzie może mieć białe plamy różnego rozmiaru. Spód ciała jest czysto biały, białe są też stopy. Może mieć białe plamki przed i za okiem, a także za uszami. Podeszwy tylnych stóp są owłosione. Ogon jest długi, z lepiej lub gorzej zaznaczoną ciemną kitką. Samica ma cztery pary sutków.

## Tryb życia
Myszoskoczka egipska prowadzi nocny, naziemny tryb życia. Kopie nory podobne do nor myszoskoczki małej (Gerbillus gerbillus) i myszoskoczki pustynnej (G. tarabuli). W Sudanie nory są często usytuowane na piaszczystych wzniesieniach i grzbietach, w pobliżu drzew i krzewów. Linienie występuje przez cały rok, w niewoli pomiędzy 40. a 120. dniem życia. Gryzonie te tworzą kolonie, w niewoli żyją do dwóch lat. Dorosłe myszoskoczki wydają wysokie piski, gdy są przestraszone.
W Sudanie myszoskoczki egipskie gromadzą nasiona i trawy w porze deszczowej, z których korzystają w niesprzyjającym czasie. W niewoli jadają ziarna, nasiona słonecznika ziarna, jagły, miękką kukurydzę i ogórki.

## Rozmnażanie
Myszoskoczki egipskie rozmnażają się w porze deszczowej i w chłodnej porze suchej (od czerwca do lutego). Ciąża trwa 22 dni, w niewoli myszoskoczki rodzą zwykle 3 młode (od 2 do 5) o masie ciała 2 g. Młode rodzą się nagie i ślepe, porastają futrem 8–10 dnia, ich przewód słuchowy udrażnia się 16–18 dnia, a oczy otwierają 19–20 dnia życia. W wieku 22 dni jedzą stały pokarm, po 25–30 dniach życia są odstawiane od piersi. Mając 80–90 dni są już rozmiaru dorosłych.

## Populacja i zagrożenia
Myszoskoczka egipska zamieszkuje duży obszar, jest pospolita. Liczebność populacji jest stabilna. Pasożytują na nich kleszcze, pchły i wszy. Międzynarodowa Unia Ochrony Przyrody uznaje ją za gatunek najmniejszej troski.